# Гутьєрес Хуан Сімон
Хуан Симон Ґутьєрес, ісп. Juan Simón Gutiérrez (1634, Медіна-Сідонія — 1718) — іспанський художник. Працював у стилі бароко.

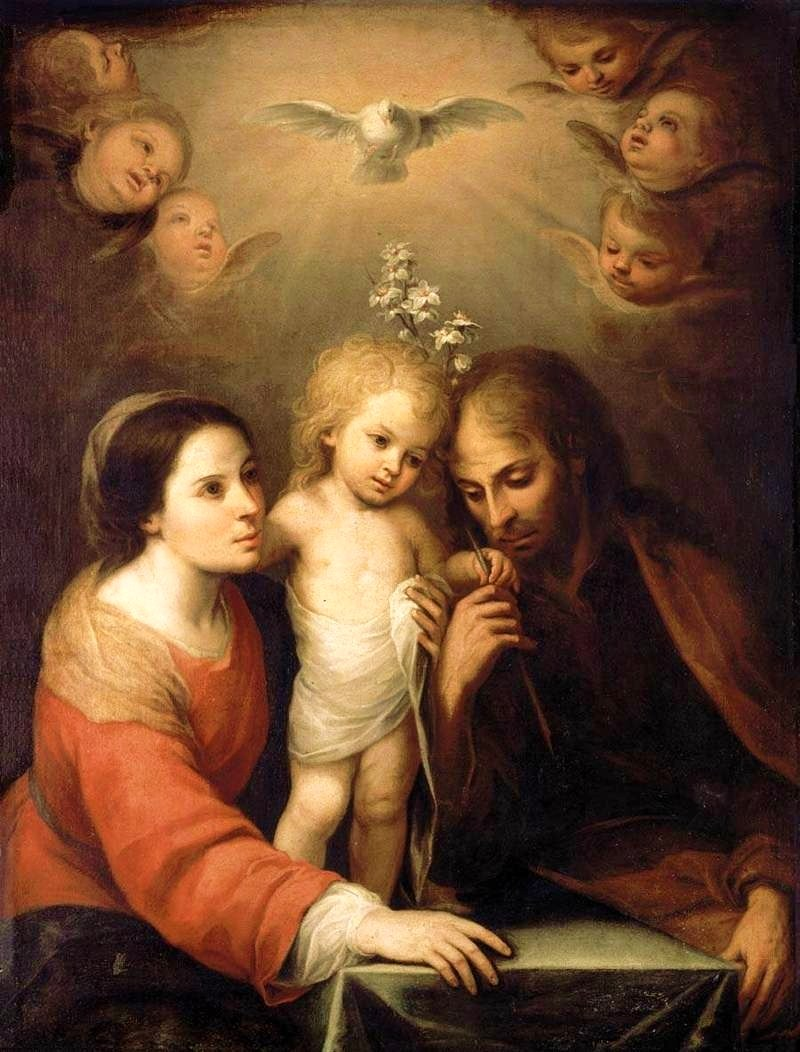
Святе сімейство, приватна колекція, твір з яскравими рисами стилю Мйрійї, які перейняв Ґутьєрес.

Переїхавши у Севілью, познайомився з Мурійом (ісп. Murillo), який, імовірно, був його наставником, на що вказують риси картин Ґутьєреса, які напряму простежуються і в Мурійя. Член Академії Севільї з 1664 до 1667 років, у тому ж році він одружився. В 1680 році став мером, а також був відповідальним за екзаменування вступників у Академію. Створив декілька копій картин севільських майстрів, а також ряд оригінальних творів.
Підтверджена приналежність руці Ґутьєреса лише двох картин: «Діва з Немовлям та августинцями (la Virgen con el Niño y santos agustinos)», 1686, знаходиться в монастирі Святої Трійці в Кармоні, вважається його найкращою картиною; «Смерть святого Домінґо в супроводі дів (Muerte de Santo Domingo asistido por Vírgenes)», 1711, зберігається в Музеї мистецтв в Севільї. Інші роботи знаходяться В Музеї мистецтва Кондадо в Лос-Анджелесі, в церкві коронування Святої Марії в Медіні-Сідонії та приватних колекціях.